# 누구를 위한 반항이냐
"누구를 위한 반항이냐"(For Whom He Resist)는 한국에서 제작된 김대희 감독의 1965년 멜로/로맨스, 드라마 영화이다. 강신성일 등이 주연으로 출연하였고 곽정환 등이 제작에 참여하였다.

## 출연

### 주연
- 강신성일
- 태현실
- 박암
- 이예춘

## 기타
- 조명: 이현우
- 미술: 박석인